# Tweede Kamerverkiezingen in het kiesdistrict Amsterdam I (1848-1850)

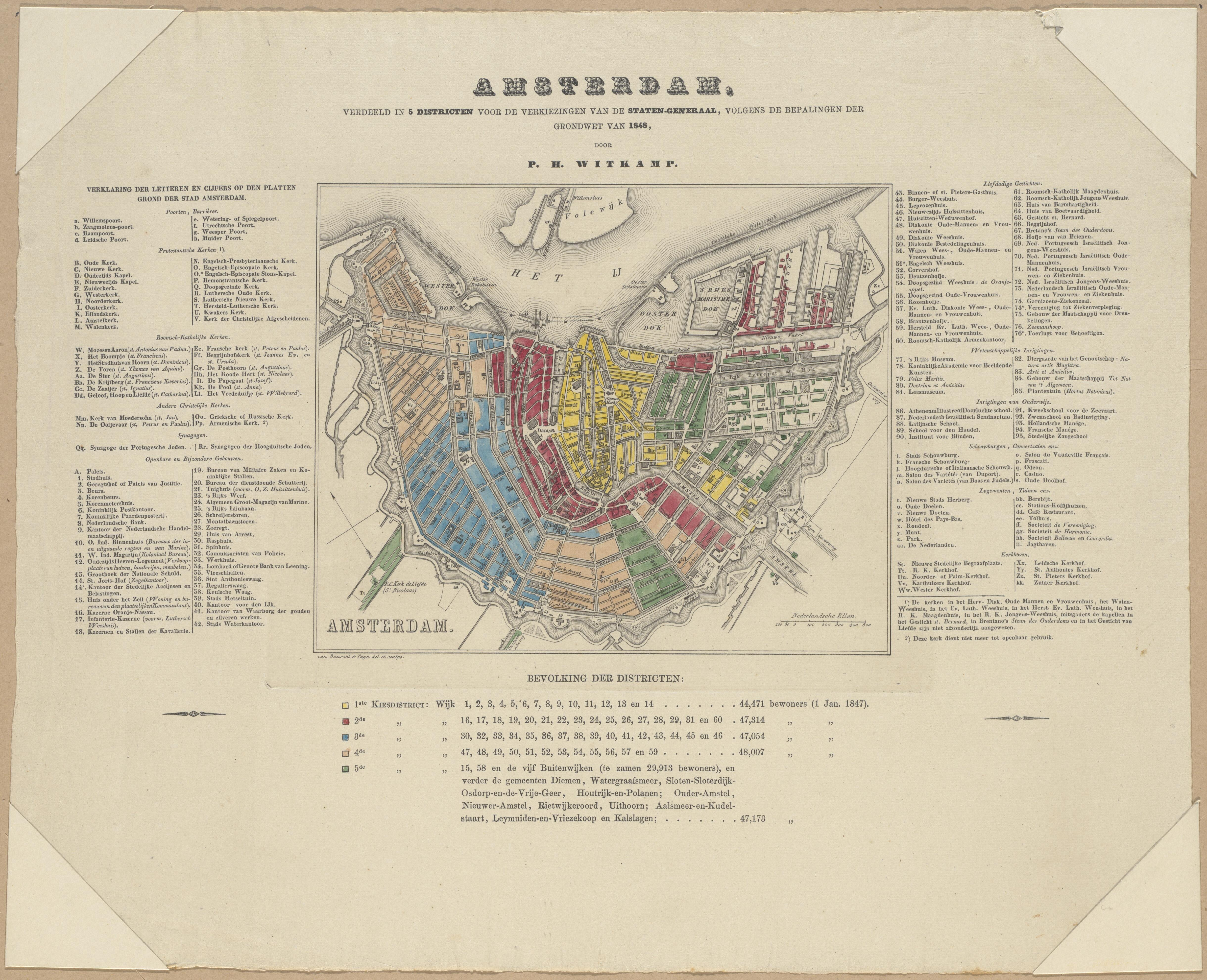
Kiesdistricten Amsterdam I-V (1848)

Tweede Kamerverkiezingen in het kiesdistrict Amsterdam I geeft een overzicht van verkiezingen voor de Nederlandse Tweede Kamer in het kiesdistrict Amsterdam I in de periode 1848-1850.
Het kiesdistrict Amsterdam I werd ingesteld na de grondwetsherziening van 1848. Tot het kiesdistrict behoorde een gedeelte van de gemeente Amsterdam.
Het kiesdistrict Amsterdam I vaardigde in dit tijdvak per zittingsperiode één lid af naar de Tweede Kamer. 
Legenda
- vet: gekozen als lid van de Tweede Kamer.

## 30 november 1848
De verkiezingen werden gehouden na ontbinding van de Tweede Kamer, na inwerkingtreding van de herziene grondwet.
|                    | 30 november |
| ------------------ | ----------- |
| Kiesgerechtigden   | 447         |
| Opkomst            | 355         |
| Geldige stemmen    | 352         |
| Blanco stemmen     | 1           |
| Kandidaten         |             |
| M.H. Godefroi      | 204         |
| D.D. Büchler       | 71          |
| M. Wiardi Beckman  | 15          |
| W.J.C. van Hasselt | 7           |
| S. Vissering       | 6           |

## Opheffing
In 1850 werd het kiesdistrict Amsterdam I opgeheven. Het tot het kiesdistrict behorende deel van Amsterdam werd ingedeeld bij het nieuw ingestelde meervoudige kiesdistrict Amsterdam.